# スイスビット

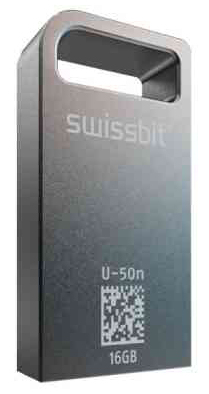
16 GB USB フラッシュドライブ

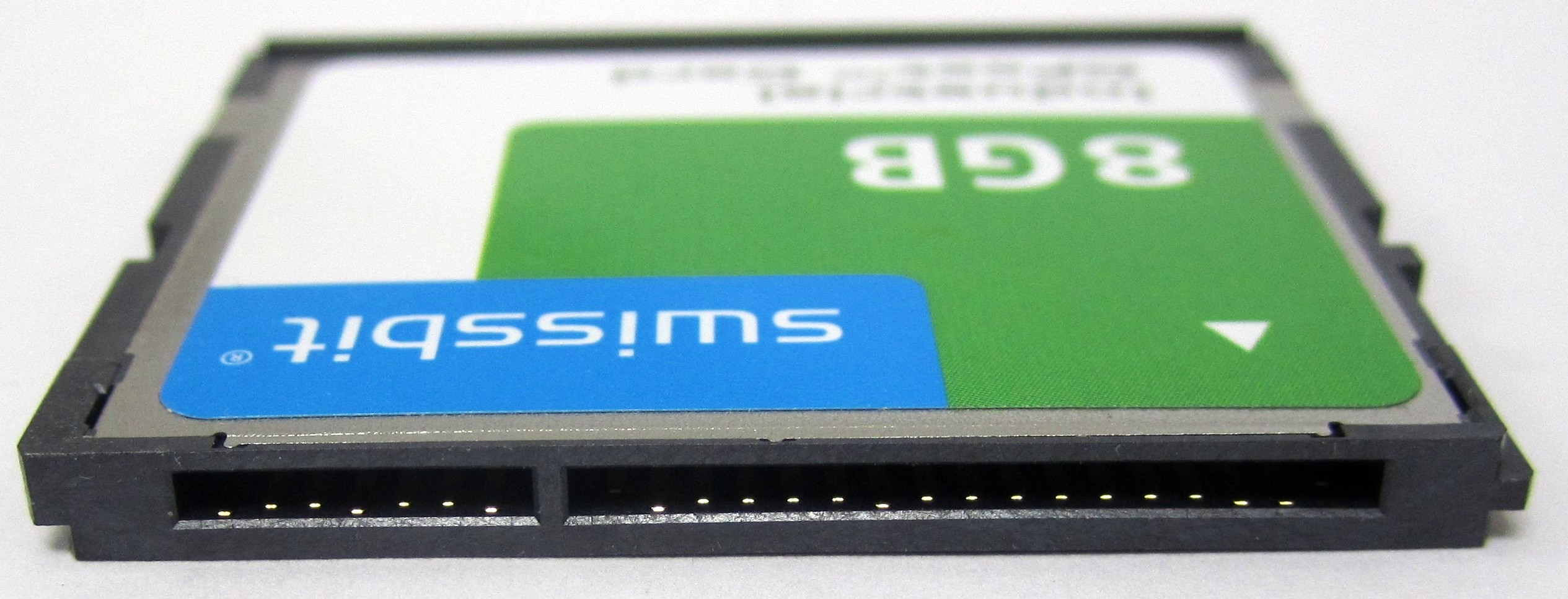
8 GB CFastカード

スイスビット（Swissbit AG）は、スイス・チューリッヒに本拠を置く、NAND型フラッシュメモリモジュールメーカー、ならびに商品ブランド名である。2001年に、シーメンスのメモリモジュール部門がMBOによって独立し、設立された。
日本においては、スイスビットジャパン株式会社が輸入販売を手がける。

## 歴史
- 1991年:シーメンス社がメモリモジュール生産を開始
- 2001年:シーメンス社より、メモリモジュール部門がMBOによって分離独立し、Swissbit AGが設立される
- 2002年:欧州最大のモジュールメーカーになる。
- 2003年:Swissbit NA, Incが米国に設立される(米国子会社)。PC133-144pin 世界初 COB構造 1GB SO-DIMM (MFP/Compact PCI向け)リリース。PC2700 200pin 世界初COB構造 1GB SO-DIMM　リリース。PC133 144pin 世界初 COBによるECC搭載 SO-DIMM 128MB 256MB　リリース。
- 2004年:スイスビットジャパン株式会社(Swissbit Japan Inc.)が設立される(日本子会社)。USB Swissmemory TwistPro 2GB/4GB　リリース。PC2700 2GB 200pin 世界初COB構造の SO-DIMMリリース。PC2700 512MB・1GB 172pin 世界初COB・Die-stacking構造のmicroDIMMリリース。SWISSMEMORY USB Victorinox （Vixtrinox社とのコラボ製品）
- 2005年: DDR ECC搭載 1.063インチLow Profile SO-DIMMリリース。
- 2006年: DDR 1GB 184pin 1.0インチLow profile DIMMリリース。
- 2007年: 産業用CFカード　C-100リリース。
- 2008年: 産業用USB(unitedCONTRAST-II/miniTwist), SD(S-200/S-210), UFD-I (U-110), 2.5inch PATA SSD (P-100) /sATA SSD(X-100), CFカード（C-300/C-320）リリース
- 2010年: 産業用CFAST(F-100)リリース
- 2010年：業界初I産業用メモリ向けCOB 技術
- 2012年：業界初産業向けXR-DIMM
- 2013年：業界初 車載向け
- 2014年：業界初産業向けセキュリティ SD  MLC SD
- 2014年：米国デザインセンター開設
- 2015年：産業向けSATA3 SSD ラインナップ
- 2017年：DRAMモジュール製品撤退
- 2018年：セキュリティUSB key
- 2019年：ベルリン工場新拠点開設
- 2020年：金融端末向けTSE 対応セキュリティカード
- 2020年：Ardian社資本参加
- 2021年：Hyperstone社買収
- 2021年：友森健一郎が代表取締役社長に就任

## 生産拠点
この企業は、PC部品の企業にしては珍しく、生産拠点がスイス・ドイツのみに存在する。
- スイス・チューリッヒ
- ドイツ・ベルリン

## 製品
- SDカード / microSDカード
- ソリッドステートドライブ（SSD）
- SATA モジュール (M.2, mSATA等）
- PCI-e/NVMe
- embedded MMC（eMMC）

- コンパクトフラッシュ（CF）
- CFAST
- USBメモリ

他にも、ビクトリノックスのアーミーナイフのモデルで、USBメモリが搭載された製品が存在するが、そのUSBメモリ部分の製造も手がけている。